# Rait Ärm
Rait Ärm (31 de março de 2000) é um desportista estónio que compete em ciclismo na modalidade de rota. Ganhou uma medalha de bronze no Campeonato Europeu de Ciclismo em Estrada de 2019, na prova de rota sub-23.

## Medalheiro internacional
| Campeonato Europeu | Campeonato Europeu       | Campeonato Europeu | Campeonato Europeu |
| Ano                | Lugar                    | Medalha            | Competição         |
| ------------------ | ------------------------ | ------------------ | ------------------ |
| 2019               | Alkmaar ( Países Baixos) | Medalha de bronze  | Estrada sub-23     |

## Palmarés
2019
- 3.º no Campeonato Europeu em Estrada sub-23